# Agoda
Agoda er et online rejsebureau, der udbyder reservationer af hoteller over hele verden, især i Asien. Dets hovedkvarter ligger i Singapore og har større forretningsaktiviteter i Bangkok, Kuala Lumpur, Tokyo, Sydney, Hongkong og Budapest samt yderligere supportkontorer i større byer i Asien, Afrika, Mellemøsten, Europa og Nord-/Sydamerika.
Firmaet er i dag ejet af Booking Holdings inc. der ejer en lang række rejse- og bookingrelaterede tjenester, herunder Booking.com og Priceline.com.

## Historie
Virksomheden blev grundlagt sidst i 1990’erne i Phuket i Thailand under navnet PlanetHoliday.com. Idéen bag var at udnytte den daværende opblomstring af søgemaskiner på internettet til at give kunder hotel- og rejseinformation. I 2003 blev PrecisionReservations.com tilføjet som partner, og i 2005 blev selskaberne sammenlagt under Agoda Company Pte. Ltd, der blev registreret Singapore.

### Overtagelse
I november 2007 blev virksomheden opkøbt af Priceline (Nasdaq:PCLN) og blev dermed dennes  tredje internationale opkøb. Per medio 2013 formidler virksomheden værelser på mere end 300.000 hoteller over hele verden, har mere end 1.200 medarbejdere i over 20 lande.

## Forretningsaktiviteter
Agodas hovedfunktion er at tilbyde søgning efter, sammenligning og booking af hotelværelser. Til brug for sammenligningen trækkes på anmeldelser fra såvel Agodas egne kunder som Booking Holdings andre sites.
Tjenesten tilbydes via firmaets hjemmeside, samt  en mobilapplikation til både iOS og Android.

## Udmærkelser
Agoda har i i 2008 og 2012 vundet Travelmole Asia Pacific Web Awards, hhv i kategorierne ”Best Accommodation Site" og "Favorite Online Travel Site".

## Medlemskaber
Agoda har været medlem af PATA (Pacific Asia Travel Association) siden 2006.